# Molophilus (Molophilus) harrisianus
Molophilus (Molophilus) harrisianus is een tweevleugelige uit de familie steltmuggen (Limoniidae). De soort komt voor in het Australaziatisch gebied.